# Герб Піщаного (Куп'янський район)
Герб Піща́ного — один з офіційних символів села Піщане, Куп'янський район Харківської області, затверджений рішенням сесії Піщанської сільської ради.

## Опис
Щит перетятий срібним хвилястим нитяним поясом на золоте і лазурове. На верхній частині чорний кінь. На нижній частині золота гілка берестка з трьома листками. Герб облямований декоративним картушем і прикрашений сільською короною.
Кінь — символ знаменитих свого часу ярмарків, а також ознака легенди про бабу Оксану, яка до різдвяних свят пекла коржики у вигляді панянок і коней і продавала їх. Чорний колір і непоказний вигляд коня символізують скромність призначення. Це — робоча тварина, призначена обробляти землю. Гілка — символ назви села Берестового, пояс — ріка Піщанка, що поєднує два села.